# Castelul Wass de la Țaga
Castelul Wass ( sau Castelul în alb și negru) din Țaga, județul Cluj este înscris cu cod LMI CJ-II-m-B-07803 pe Lista monumentelor istorice din județul Cluj, elaborată de Ministerul Culturii din România în anul 2015.

## Istoric
Familia Wass a devenit proprietara domeniului Țaga, ca urmare a căsătoriei dintre Vid Wass (1414-1454) și Marta Fejes, având 10 ramuri de descendenți. Ei au ridicat 2 castele la Țaga (dintre care s-a păstrat doar castelul mic) și unul la Sucutard. györgy Wass, fiul lui János Wass junior, a fost primul membru al familiei care a consolidat averea imobiliară a familiei Wass, el fiind înmormântat în 1594 pe domeniul castelului mic. Castelul Mare de la Țaga a fost ridicat de către György Wass (1658-1705), fiul lui László si Anna Teleki. Acest castel a fost distrus complet după cel de-al doilea război mondial.
În anul 1769 Wass Adam a construit acest castel, care se păstrează și astăzi. Castelul aparține stilului baroc transilvănian și a fost inițial compus din:
- Castelul propriu-zis (construcție cu parter și subsol, acoperiș mansardat și portic la intrare);
- Două pavilioane frontale, cu plan pătrat (distruse);
- Rămășițele unui zid în formă de potcoavă, ornamentat cu coloane;
- Pavilion-bibliotecă, în stil baroc, cu colonadă (distrus).

În decursul anilor s-au facut adăugiri la fațada posterioară. Pe tavanul fostei cantine a Intreprinderii Agricole de Stat s-a aflat o pictură (actualmente acoperită cu tencuială).
Samuel Wass (1754-1812) a consolidat castelul mic de la Țaga, amplasând și două fântâni arteziene în curtea acestuia. Castelul a devenit apoi proprietatea lui Adam Wass (1821-1893) care a dispus de două ori repararea sa (în 1848, respectiv 1875). Adam a contribuit esențial și la reamenajarea drumurilor din zonă, promovând un proiect de placare a adrumurilor cu lemn .)

## Descriere
Castelul avea formă dreptunghiulară cu două turnuri scunde pătratice și patru pavilioane. Era încadrat într-un părculeț, în față fiind plasate două fântâni arteziene. A supreviețuit clădirea principală, ridicată în stil baroc transilvănean, cu subsol, parter și șarpantă. În apropierea clădirii se află criptele funerare ale familiei, menționate în arhiva familiei din 1776.